# Dominic Howard
Dominic James Howard, zkráceně jen Dom Howard (* 7. prosinec 1977 Stockport, Anglie) je bubeník britské alternativní rockové skupiny Muse.
Současná přítelkyně : Stacie Costello

## Život
Dom Howard se narodil ve městě Stockport nedaleko Manchesteru v severní Anglii. V osmi letech se s rodinou přestěhoval do jihoanglického hrabství Devon do malého městečka Teignmouth. Když mu bylo přibližně jedenáct let, uslyšel hrát školní jazzovou kapelu, která ho uchvátila natolik, že začal hrát na bicí.
Dominicova první kapela na škole se jmenovala Carnage Mayhem. Později se Dom seznámil s tehdy čtrnáctiletým Matthewem Bellamym, který hrál na kytaru. Jelikož časem z Carnage Mayhem odešel druhý kytarista, dostal Matt šanci stát se součástí Dominicovy kapely. Během dalších dvou roků se však skupina postupně rozpadávala, až zůstali spolu jen Dominic a Matthew. Naštěstí objevili Chrise Wolstenholma, který tehdy bubnoval v kapele Fixed Penalty. Když ho Dom s Mattem požádali, aby hrál na basovou kytaru, zpočátku odmítal, avšak časem se nechal přemluvit a tím vznikla skupina v dnešním složení.
V roce 2004 postihla Dominicovu rodinu tragédie, když krátce po koncertu na festivalu v Glastonbury dostal jeho otec William, který se přijel na synovo vystoupení podívat, infarkt a následně zemřel. S psychickou podporou rodiny a kapely se Dom zotavil a Muse mohli pokračovat v jejich tehdejším turné.

## Styl
Dominicův styl je inspirovaný slavnými bubeníky, jako jsou Nick Mason z legendární kapely Pink Floyd, Roger Taylor ze skupiny Queen, Tré Cool z Green Day a v neposlední řadě také Dave Grohl, který bubnoval v Nirvaně a na Doma měl ze všech uvedených patrně největší vliv. Mezi své oblíbené interprety řadí Dominic širokou škálu jmen - od Jimiho Hedrixe přes Queen a Led Zeppelin až po The Smashing Pumpkins.

## Nástroje
Dom má uzavřený speciální kontrakt s japonskou firmou Tama, která mu dodává bicí soupravy. Těch vlastní mnoho, avšak většinu z nich Dominic zničil během koncertů. V poslední době na mnoha vystoupeních hraje na speciální průhledné bubny z řady Starclassic Mirage s akrylovými korpusy, které umocňují sílu basů. Mezi jeho nejznámější soupravy patří:
- Starclassic Maple barvy britské závodní zelené s chromovaným kováním.
- Hnědá souprava Starclassic Maple s chromovaným kováním.
- Starclassic Maple s modrými třpytkami (zničena na konci turné v roce 2001, což je vidět na DVD Hullaballo).
- Starclassic Maple s modrými třpytkami (použitá při natáčení desky Absolution a na turné v roce 2002).
- Starclassic Maple se stříbrnými třpytkami a chromovaným kováním (viděna v klipech k písním Hyper Music, Plug in Baby, Feeling Good a Dead Star).
- Starclassic Maple s černým poniklovaným kováním jsou první Dominicovy bubny, které nemají chromované kování. Pro Muse byly vyrobeny čtyři soupravy z této řady (k vidění na DVD Absolution Tour), avšak ani jedna nezůstala nezničena - jedna souprava padla za oběť koncertu v aréně Earls Court v roce 2004, druhá byla naposledy použita na Glastonburském festivalu v roce 2004 a poslední dvě byly zničeny při jiných vystoupeních.
- modrá souprava bubnů kalifornské firmy Drum Workshop (používaná na nahrávání desek).
- Souprava Vintage Gretsch Jazz s třpytkami šampaňské barvy, na kterou Dominic hrál během tří skladeb (Soldier's Poem, Blackout, Unintended) na koncertu ve Wembley aréně.

## Zajímavosti
- Dominic má bicí soustavu zrcadlově obrácenou, protože je levák.
- V jednom interview řekl Matthew Bellamy, že on a Chris jsou nepořádní lidé, zatímco Dom je čistotný. Matt také obdivuje Dominicovu obratnost v kuchyni a jeho snowboardové umění.
- Jelikož jednou z Dominicových oblíbených kapel je Queen, nechal se slyšet, že by byl rád, kdyby na jeho pohřbu hráli skladbu Don't Stop Me Now.
- 14. prosince 2006 na koncertu v Birminghamu řekl Dom fanouškům, že nerad hraje skladbu Knights of Cydonia na konci, protože už na ni nemá dostatek sil. Po skladbě dodal, že konečný riff byl opravdu strašný.